# Bartolomeo Ghetti (scultore)

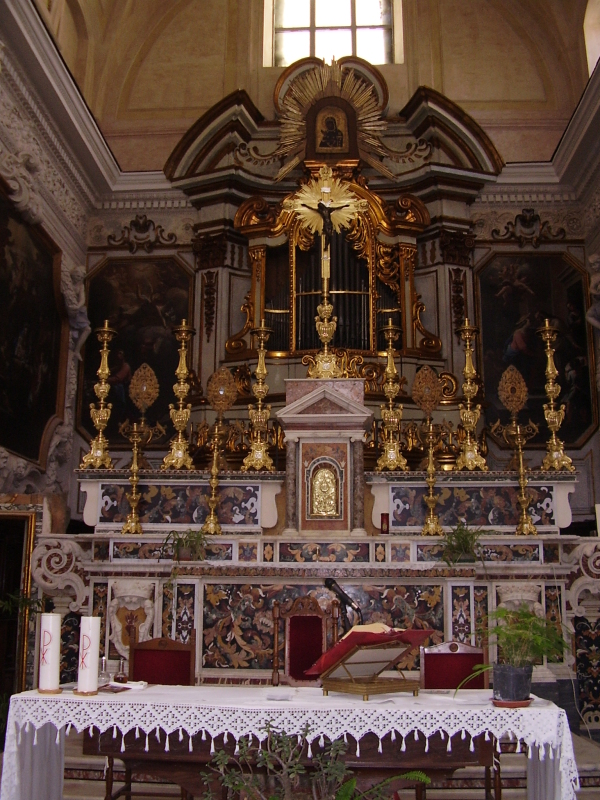
L'altare maggiore in Santa Maria della Verità, con le riproduzioni del paliotto e di altri marmi rubati

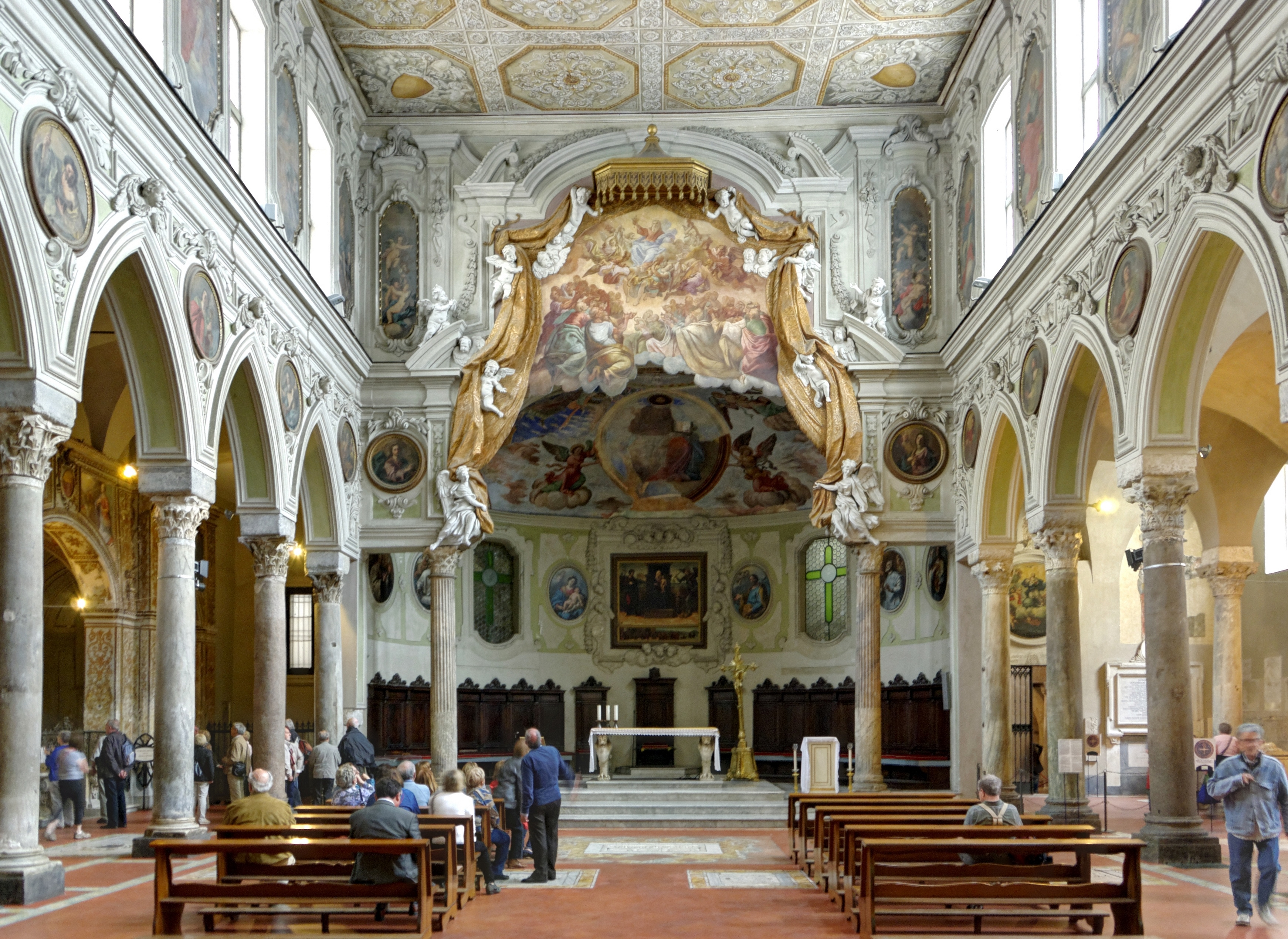
Panneggio del Guglielmelli con la collaborazione del Ghetti e del Vaccaro, Basilica di Santa Restituta

Bartolomeo Ghetti (Carrara, XVII secolo – Napoli, 1708 circa) è stato uno scultore italiano, fratello di Pietro Ghetti, insieme al quale era solito lavorare. Secondo gli studiosi, quando i due fratelli lavoravano insieme perseguivano una divisione di compiti: se Bartolomeo si occupava delle parti ornamentali, a Pietro era invece destinato l'incarico di scolpire le figure.

## Biografia
Di estrazione romana, si formò presso la bottega del Bernini. La presenza di Bartolomeo a Napoli è documentata dal 1671, infatti venne al seguito di Luigi Bernini, fratello di Gian Lorenzo ed anch'esso architetto e scultore, che dopo aver violentato gravemente un adolescente dietro la base di una delle grandi statue poste sotto i piloni di sostegno della cupola dovette pagare il padre del fanciullo e scappare a Napoli il 3 dicembre 1670. Nell'agosto 1678 ricevette trenta ducati per i capitelli in marmo, l'attività di Bartolomeo fu congiunta con quella del fratello Pietro. Nello stesso anno, nel Gesù Vecchio, i due fratelli si occuparono anche della decorazione della cappella di San Francesco Borgia. Nel 1679 entrambi i fratelli iniziarono la decorazione marmorea della chiesa di Santa Maria dei Miracoli e contemporaneamente, sotto la guida di Giovan Domenico Vinaccia, cominciarono a lavorare le decorazioni marmoree del transetto sinistro nella chiesa di San Giuseppe dei Ruffi e della chiesa di Sant'Andrea delle Dame.
Nel 1681 risultarono iscritti sia lui che Pietro alla corporazione degli scultori e marmorari, nel biennio 1683-1684 realizzarono l'altare maggiore della chiesa di Santa Maria Donnaromita, oggi deturpato dai rastrellamenti e nel 1684 sono nella chiesa di San Giovanni Battista delle Monache. Dal 1686 al 1688 furono impegnati alla realizzazione del Monumento funebre dei cardinali Francesco Maria e Stefano Brancaccio; la progettazione dell'opera fu affidata a Francesco Antonio Picchiatti e l'esecuzione ai due fratelli carraresi che seppero intelligentemente fondere la loro formazione berniniana con gli intenti del progetto del Picchiatti. Dal 1688 al successivo anno ebbero, come commissione, la realizzazione dell'altare Loffredo nella Cattedrale, sul quale venne, successivamente, posto una tela di Francesco Solimena raffigurante il San Giorgio. Contemporaneamente furono attivi anche presso l'abitazione del Marchese di San Marco a Rodi Garganico nella realizzazione di alcuni marmi.
Dal 1690 fino al 1707 furono occupati, in una serie di realizzazioni, nella chiesa dei Girolamini; nel 1693 ricevette pagamenti riguardo a lavori effettuati nella Chiesa dei Girolamini e nel 1695 s'incaricò di far arrivare i capitelli corinzi della facciata. Nel 1690, su disegno del Vinaccia, venne eseguito l'altare maggiore di Monteoliveto. Intorno all'ultimo decennio del XVII secolo iniziarono ad associarsi alla bottega anche i figli di Bartolomeo. Nel 1692 lavorò, su commissione di Antonio Sanfelice e Carlo Celano, insieme a Lorenzo Vaccaro sotto la supervisione di Arcangelo Guglielmelli alla Basilica di Santa Restituta. Contemporaneamente realizzarono l'altare maggiore nella chiesa di Santa Maria del Rosario alle Pigne e la decorazione marmorea sul preesistente portale cinquecenteco della chiesa del Gesù Nuovo. Nel successivo anno lavorò nuovamente con Guglielmelli all'altare e balaustra nella Chiesa di Santa Maria della Verità. Nel 1696 fornirono i marmi per il pavimento della chiesa di Regina Coeli e lavorarono nel palazzo di Francesco D'Andrea per la fontana del Fauno. Lavorarono alla cappella San Giacomo in Santa Caterina a Formiello; nel 1698 furono attivi presso la chiesa di San Francesco ad Aversa ed iniziarono anche i lavori marmorei per la chiesa di Gesù e Maria che terminarono solamente nel 1728. Una delle opere significative della bottega fu il cantiere della Sagrestia della Chiesa di San Domenico Maggiore, dove realizzarono sul finire del secolo la decorazione marmorea del pavimento e dell'altare. Lavorarono presso la chiesa di San Girolamo delle Monache con la realizzazione dell'altare maggiore; eseguirono anche i marmi della cappella di Gaetano Bruno nella Cattedrale di Cercemaggiore.
Dal 1705 al 1706 la bottega fu occupata nella realizzazione di un altare nella chiesa di San Pietro Martire. Al 15 dicembre 1708 comparve, in una polizza di pagamento, l'ultima volta il nome di Bartolomeo, morì sul finire del 1708 e la bottega fu guidata dal fratello e dai figli Andrea, Giovan Francesco, Nicola, Antonio Passeri che sposò la figlia Agnese e dal più giovane Corinto che lavorò come ingegnere e architetto fino al 1771.